# Arie Halpern
Arie Halpern (nascido a bordo do navio Runnymede Park , no Mediterrâneo, em 16 de junho de 1947[carece de fontes?]) é economista e empreendedor. É diretor da empresa irlandesa de biotecnologia Tonisity. É autor do blog Disruptivas e Conectadas e contribui com artigos sobre tecnologias disruptivas para sites especializados como Computerworld, IGD Now e Olhar Digital.
Arie Halpern é casado e tem 5 filhos. Atualmente, mora na Suíça.

## Biografia
Filho mais velho do casal de imigrantes de Chernivtsi, no sudoeste da Ucrânia, Marcus e Giza Halpern, Arie Halpern chegou com a família no Brasil em 1952, vindo de Israel. De nacionalidade israelense, Arie Halpern passou os primeiros cinco anos de sua infância na Terra Santa.

## Carreira
Formou-se, em 1971, em economia pela Universidade Presbiteriana Mackenzie. Em outubro de 1972, integrou a comissão da 1ª Missão Comercial brasileira à China, organizada pela Associação de Comércio Exterior do Brasil (AEB). Mais de 100 pessoas participaram da missão, entre as quais representantes de empresas como Cobrasma, de equipamentos ferroviários, Confab, de tubos de aço para gasodutos e oleodutos, e Moinho Santista. A Missão foi responsável por exportações no valor de US$ 70 milhões.
Arie Halpern sempre envolveu-se com pessoalmente em diversas iniciativas que buscavam promover o comércio exterior e reduzir a dívida externa brasileira no anos 1980. No final dos anos 80, Arie Halpern se torna licenciado da israelense ECI para fabricar o sistema de telefonia TLD, que ampliava a capacidade de tráfego de rotas de transmissão analógica. 
Nos anos 1990, Arie Halpern viveu dois anos em Palo Alto, nos Estados  Unidos, onde teve contato com tecnologias de ponta. De volta ao Brasil, em 1997, fundou a CTF Technologies, um sistema de controle de combustível em frotas de veículos. Foi presidente da companhia até 2012, quando esta foi vendida para a FleetCor Technologies Inc.
Atuou como executivo da empresa isralense Gauzy e atualmente é diretor da companhia de biotecnologia Tonisity, que fabrica suplementos alimentares voltados à suinocultura.

## Denúncia
Em 1994, o ex-governador Orestes Quércia foi denunciado pelo Ministério Público Federal ao Superior Tribunal de Justiça por irregularidades nas importações de Israel. Arie Halpern e outros quatro diretores das empresas Trace Trading Company e Sealbrent Holdings, que intermediaram as importações, também foram denunciados.

### Absolvição
Em 2003, a pedido do Ministério Público, o Supremo Tribunal Federal arquivou a denúncia. 
Em 2005, Arie Halpern foi absolvido em outro processo relacionado às importações pelo Juízo da 4ª Vara Federal de São Paulo (Processo Nº 92.0101529-1). 